# Scatola

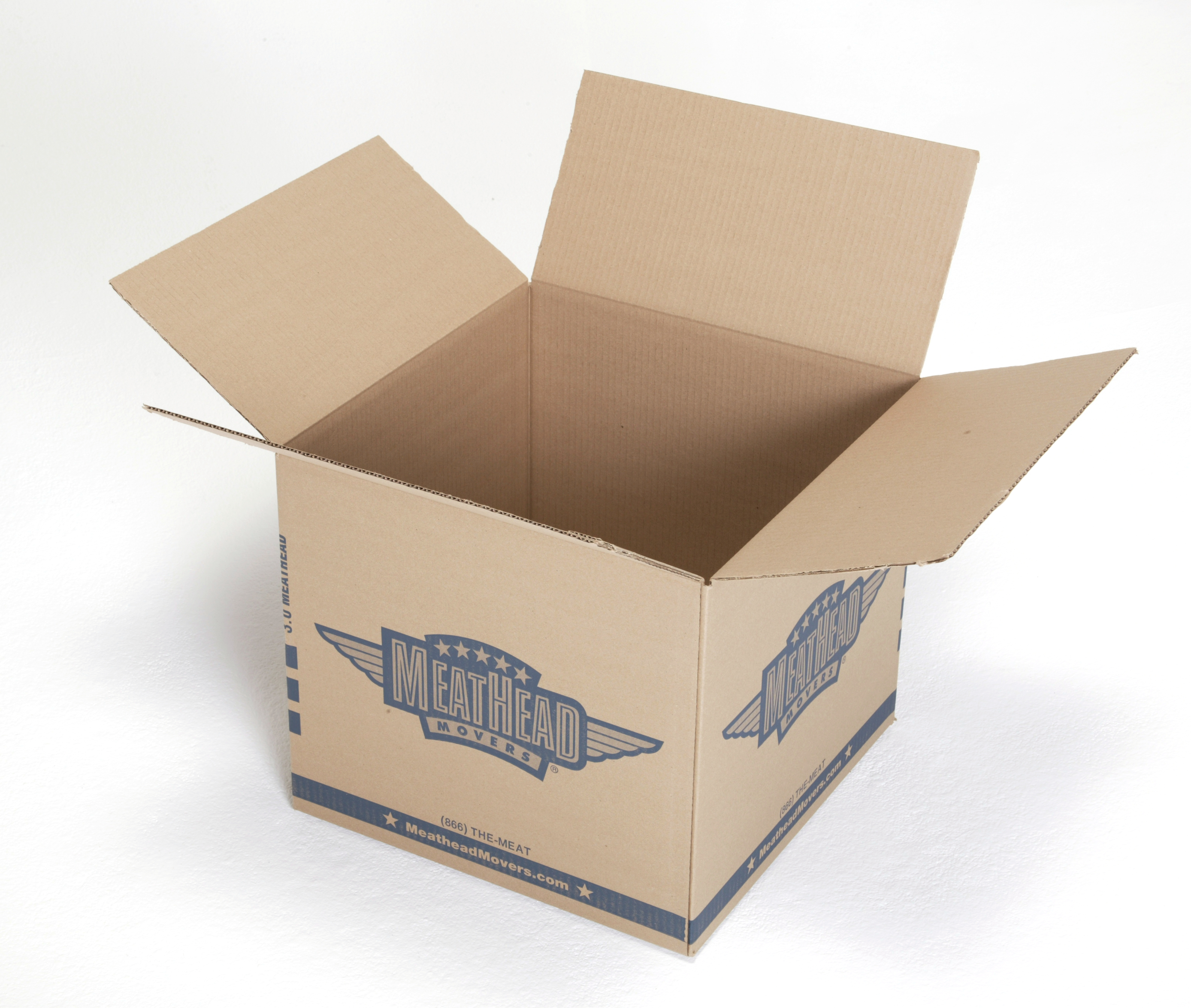
Uno scatolone in cartone ondulato

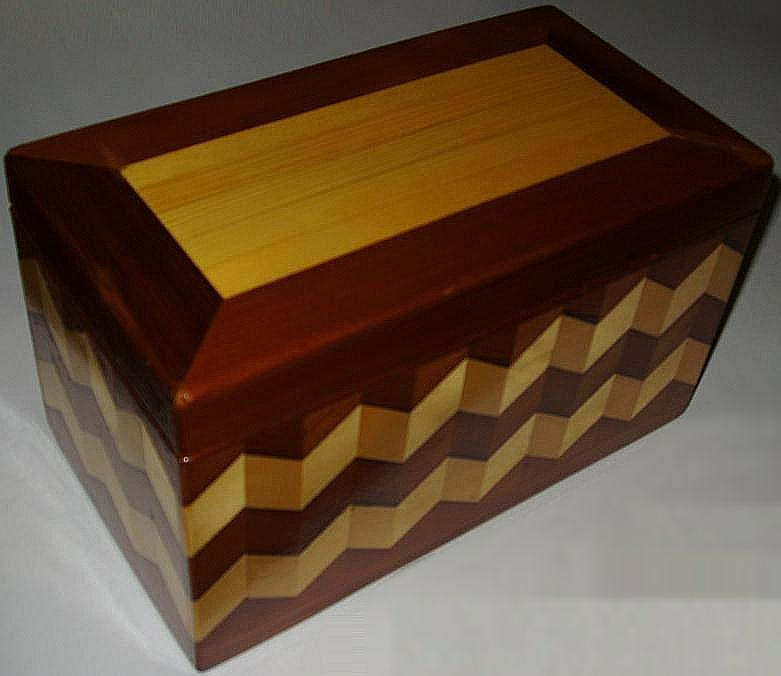
Scatola decorata in legno

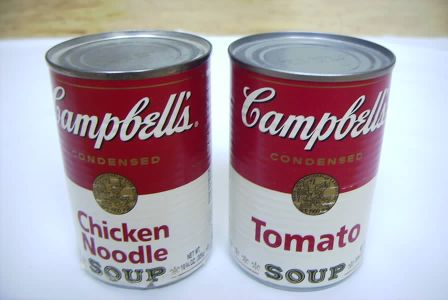
Le famose scatolette di zuppa Campbell's

La  scatola è un contenitore di forma generalmente parallelepipeda o cilindrica e munita di coperchio usato per riporre o trasportare materiali solidi di vario genere. L'atto di riporre qualcosa in una scatola viene detto inscatolamento. L'etimologia è probabilmente metatesi dal latino medievale căstula ("cesta").

## Tipi di scatole
Una scatola può essere realizzata con una grande varietà di materiali, sia rigidi (per esempio legno o metallo) che morbidi o deteriorabili (per esempio cartone). Le dimensioni possono variare da minime (come nel caso di una scatola di fiammiferi) a molto grandi. La forma più standard, soprattutto per le scatole usate per il trasporto e l'immagazzinamento, è il parallelepipedo, che consente un uso più efficiente dello spazio; ma in generale si possono avere scatole con geometrie anche molto diverse.
Le scatole di grandi dimensioni, soprattutto di cartone o cartone ondulato usate per l'imballaggio, l'immagazzinamento e il trasporto di beni, sono dette scatoloni. Il termine scatoletta viene invece comunemente usato per riferirsi a scatole di piccole dimensioni, e in particolare può essere usato come sinonimo di lattina per indicare le piccole scatole metalliche di forma cilindrica usate come contenitori per il cibo nella grande distribuzione alimentare (cibo in scatola). Soprattutto con riferimento alle scatolette di cibo o affini si usa anche il sostantivo collettivo scatolame.

## Espressioni idiomatiche
Il termine "scatola" viene usato in una quantità di locuzioni idiomatiche, che fanno riferimento al contenitore in senso più o meno metaforico. Alcuni esempi sono:
- rompere le scatole, nel senso di dare fastidio;
- comprare o accettare qualcosa a scatola chiusa, ovvero "sulla fiducia", senza chiedere o pretendere di verificare in prima persona la natura di ciò che si sta prendendo;
- considerare un sistema complesso come scatola nera, specialmente in senso tecnico (per esempio in informatica), significa considerarlo prescindendo dalla sua struttura interna. La locuzione è derivata da quella inglese equivalente di black box, che però ha un opposto non rappresentato in italiano, glass box, letteralmente "scatola di vetro" (cioè trasparente, che mostra la struttura interna);
- la scatola nera, sugli aerei e in altri mezzi di trasporto, è un dispositivo particolarmente resistente che memorizza informazioni sul funzionamento del mezzo stesso, allo scopo di preservare queste informazioni in caso di grave incidente e consentire quindi di risalire alle cause dell'incidente stesso;
- le scatole cinesi sono serie di scatole con la stessa forma e diverse dimensioni, che possono essere riposte l'una dentro l'altra. L'espressione viene anche frequentemente usata in modo metaforico per riferirsi a un sistema di oggetti fisici o astratti che si contengono l'un l'altro;
- la scatola cranica è l'insieme delle ossa della testa;
- dire o affermare qualcosa a lettere di scatola significa dirlo apertamente, senza mezzi termini. Questa locuzione, oggi caduta in disuso, è equivalente a quella correlata "a chiare lettere", e si riferisce al fatto che sulle scatole degli speziali si usava scrivere il contenuto a caratteri grandi e ben leggibili.[2]

## Galleria d'immagini

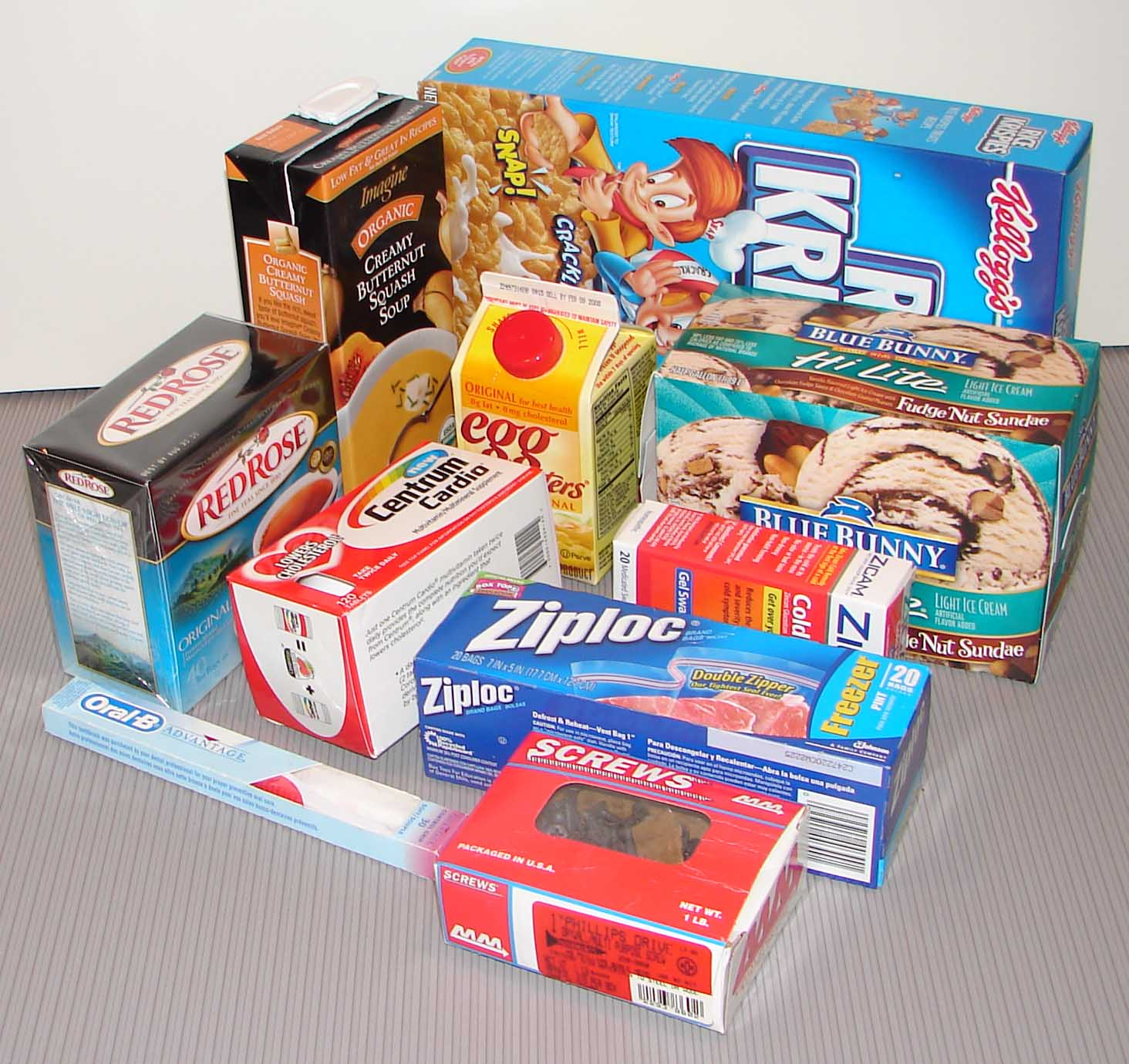
Scatole di cartone contenenti diversi alimenti
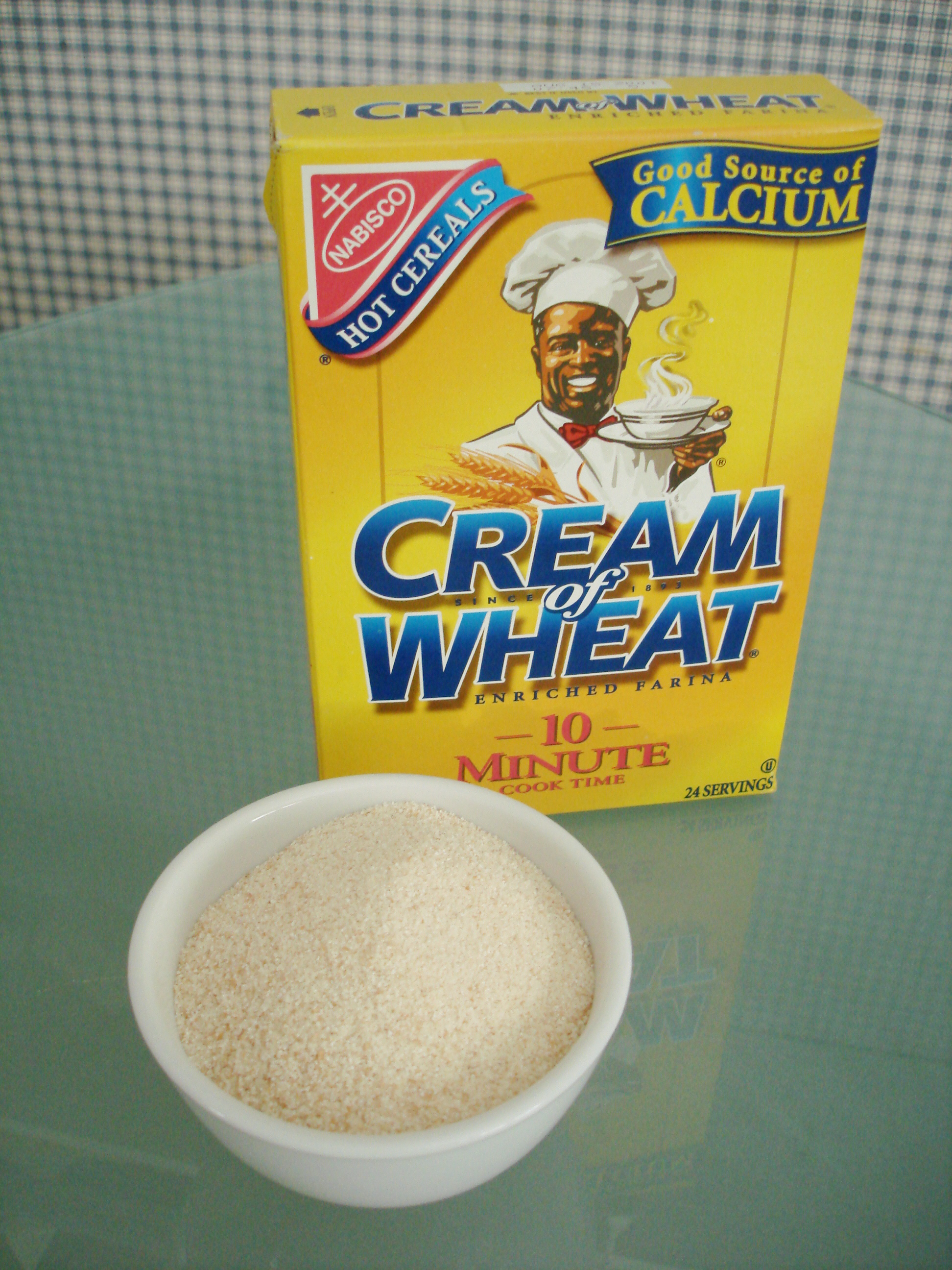
Una scatola di cereali
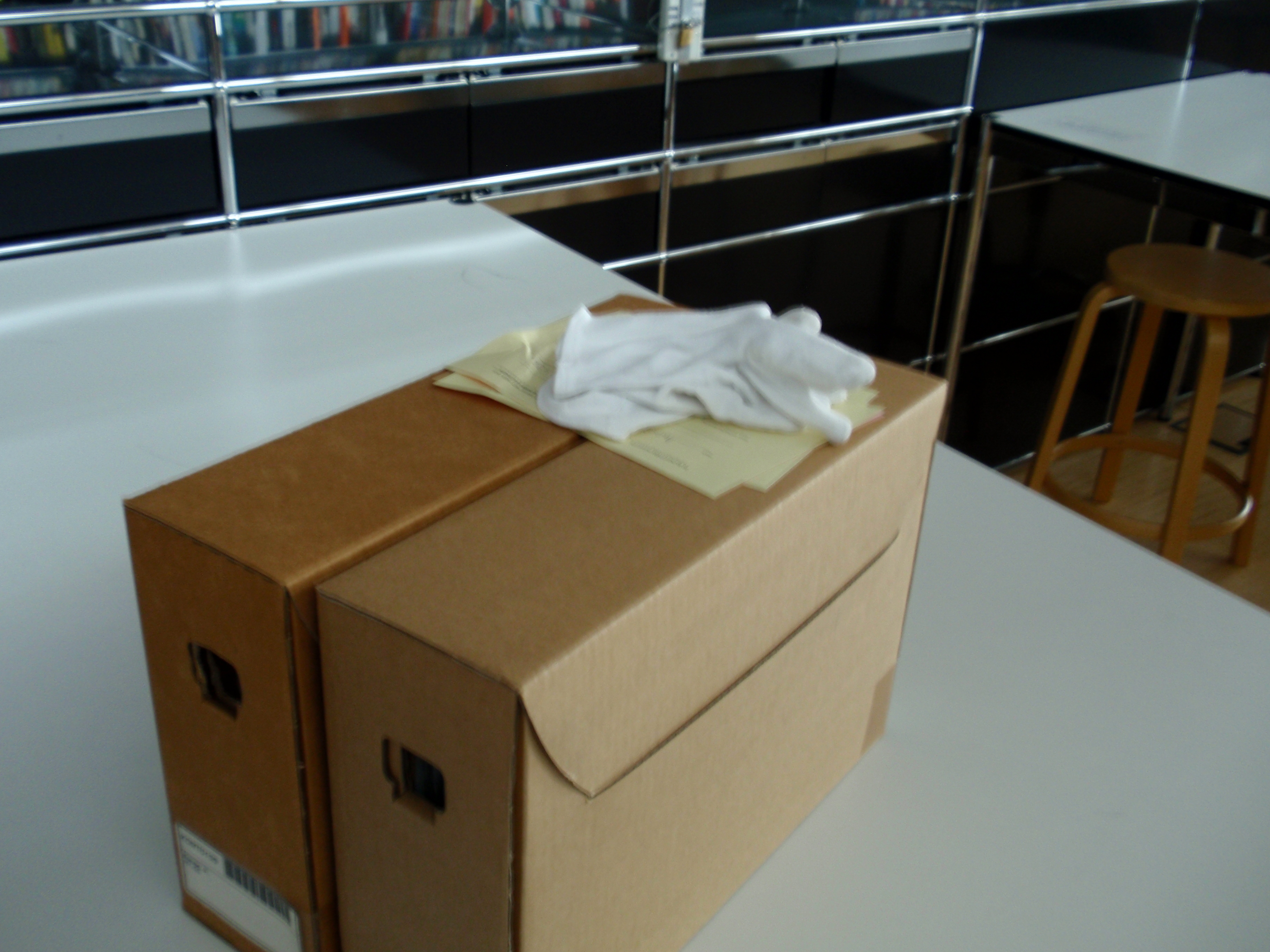
Scatola in cartone ondulato utilizzata per la conservazione degli archivi
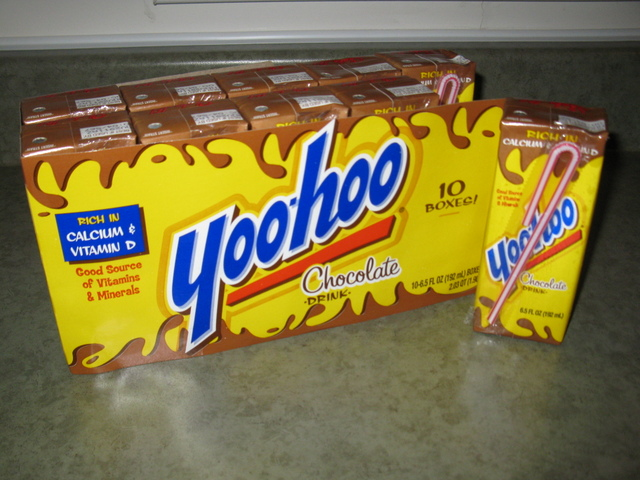
Scatole per bevande
Latte in scatola di cartone
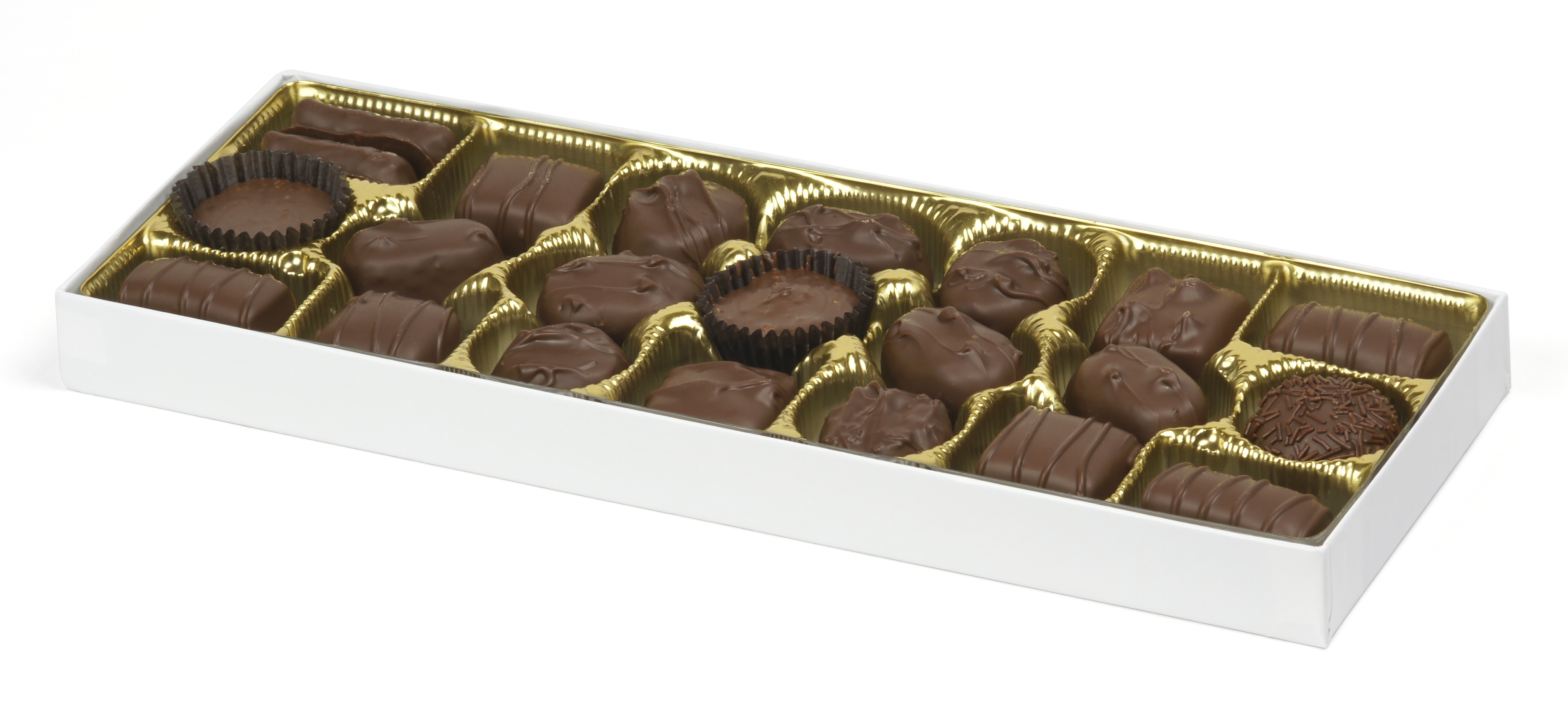
Scatola per cioccolatini
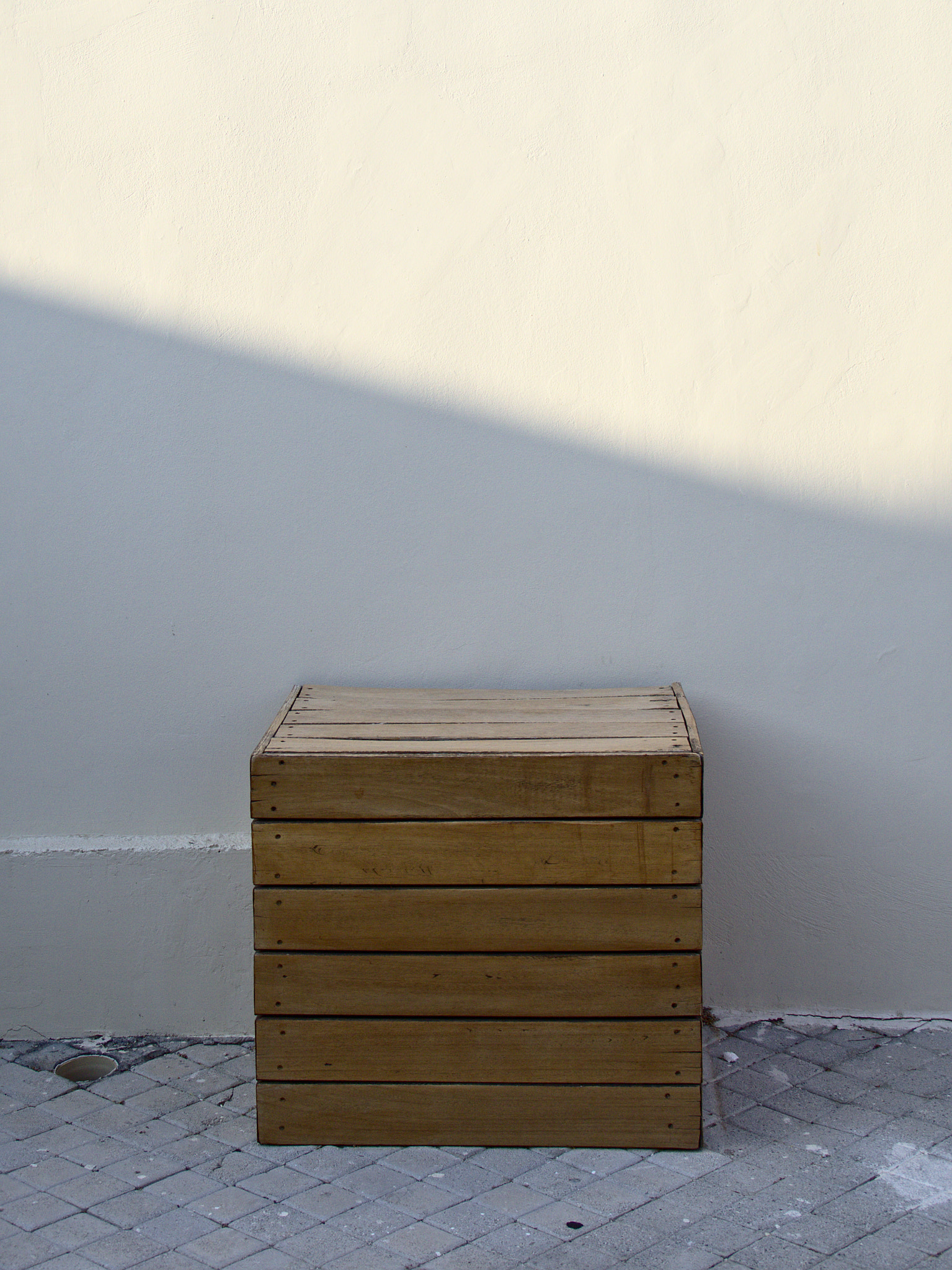
Scatola di legno
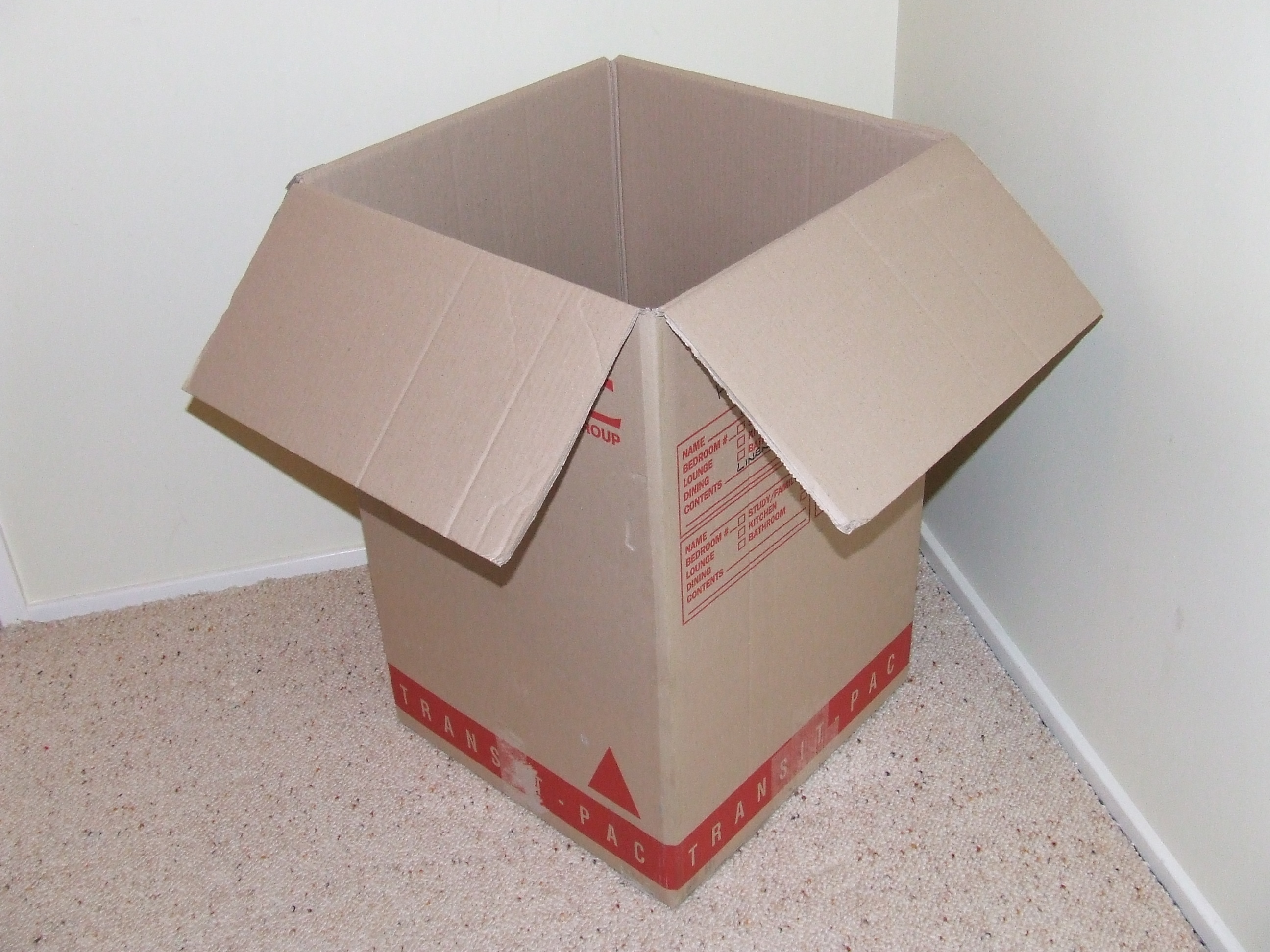
Scatola aperta
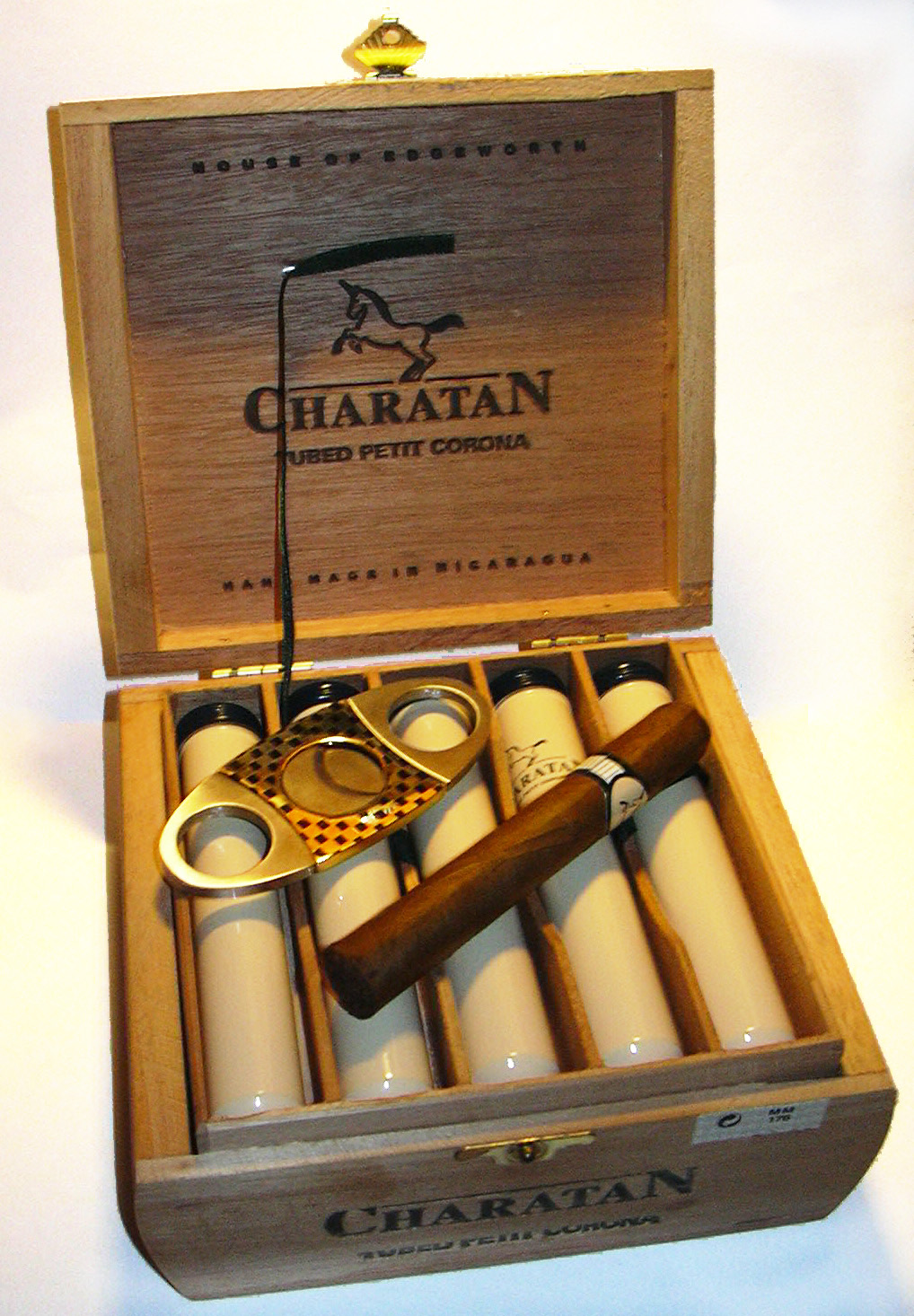
Scatola di sigari
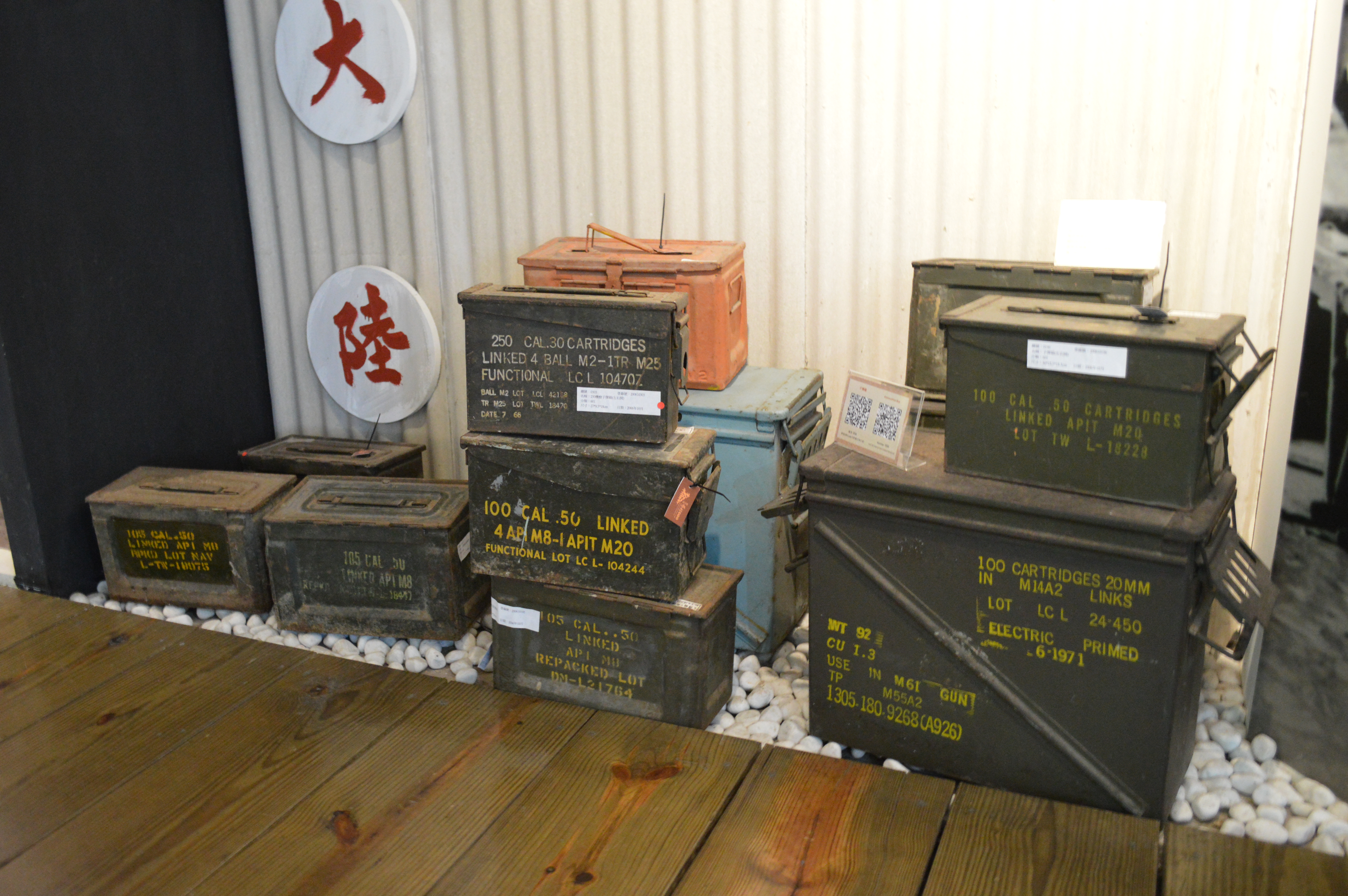
Scatole di munizioni
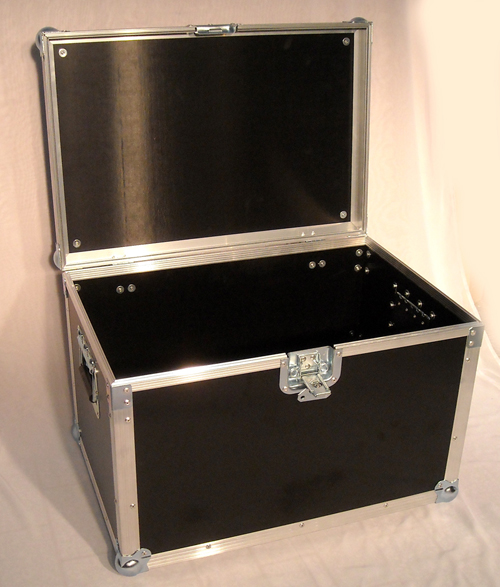
Scatola riutilizzabile
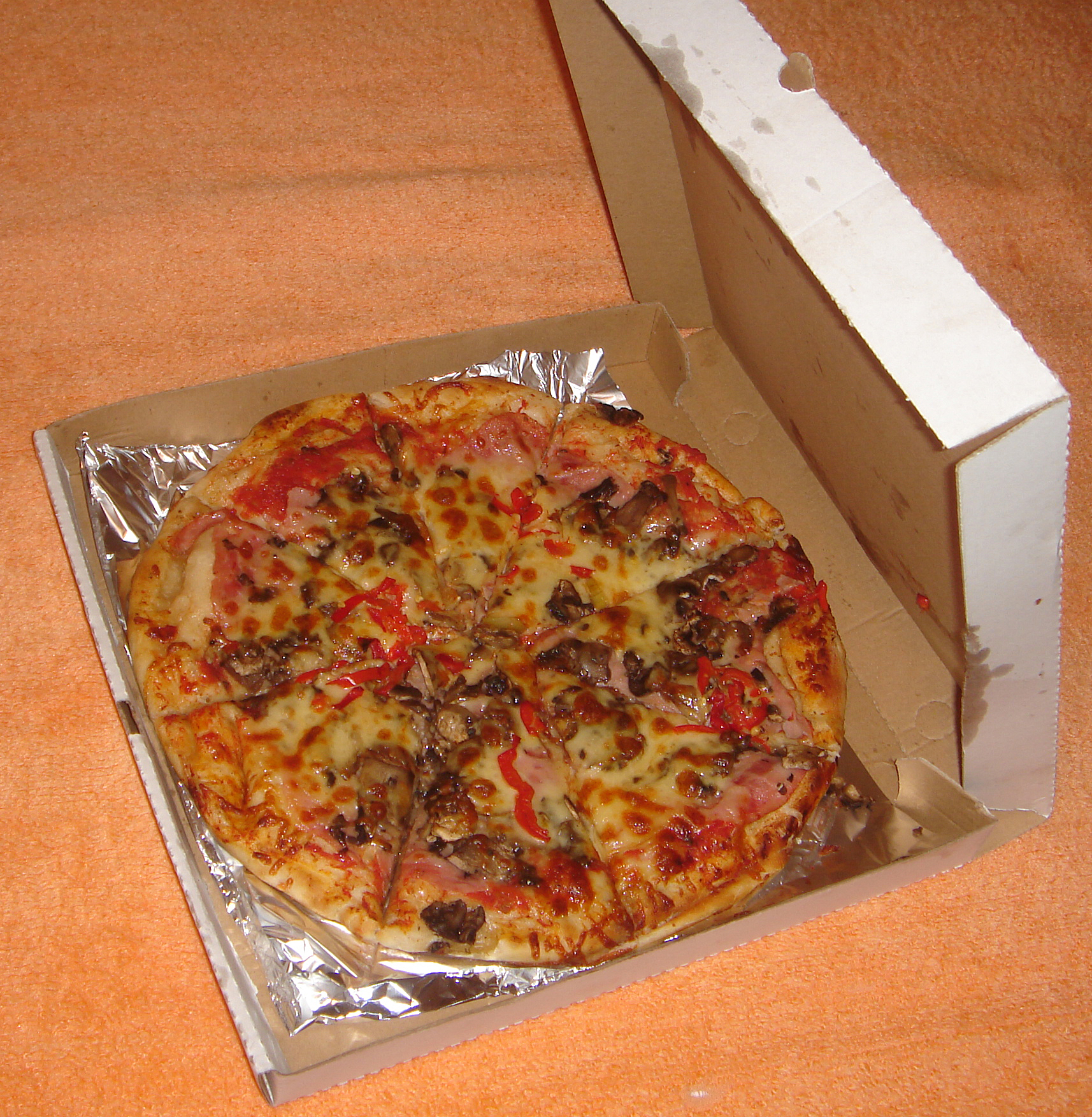
Una scatola di cartone ondulato con coperchio pieghevole utilizzata per la pizza
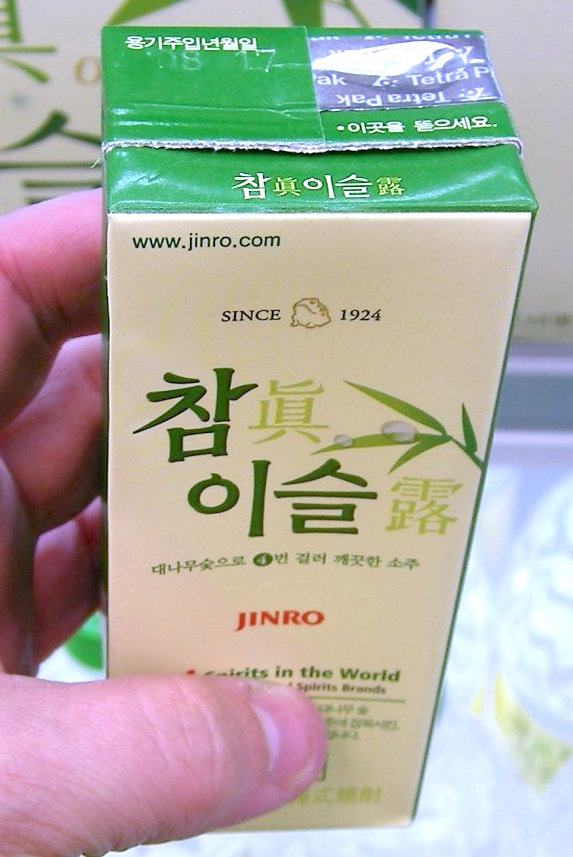
Una scatola di succo con soju
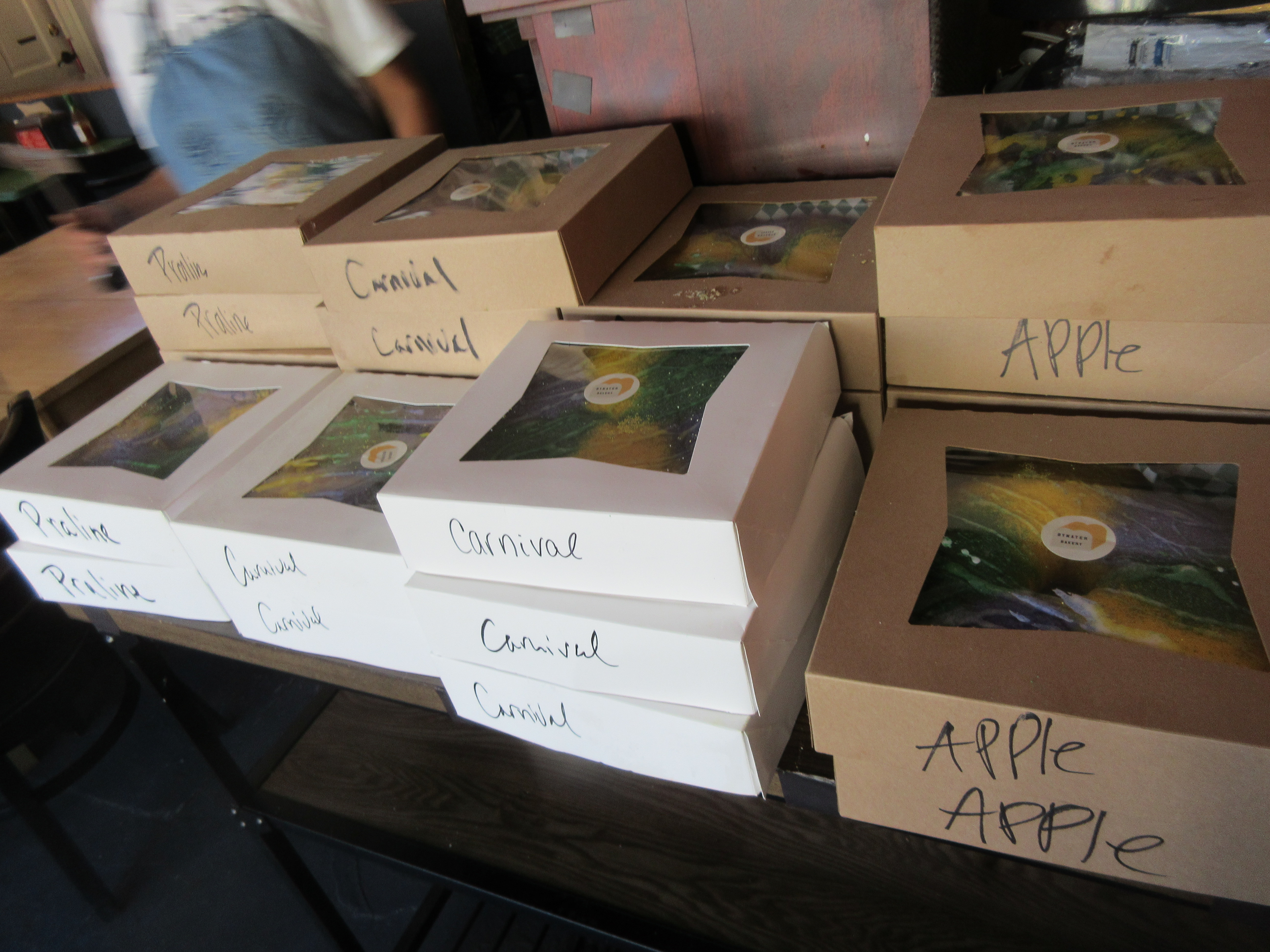
Scatole per dolci
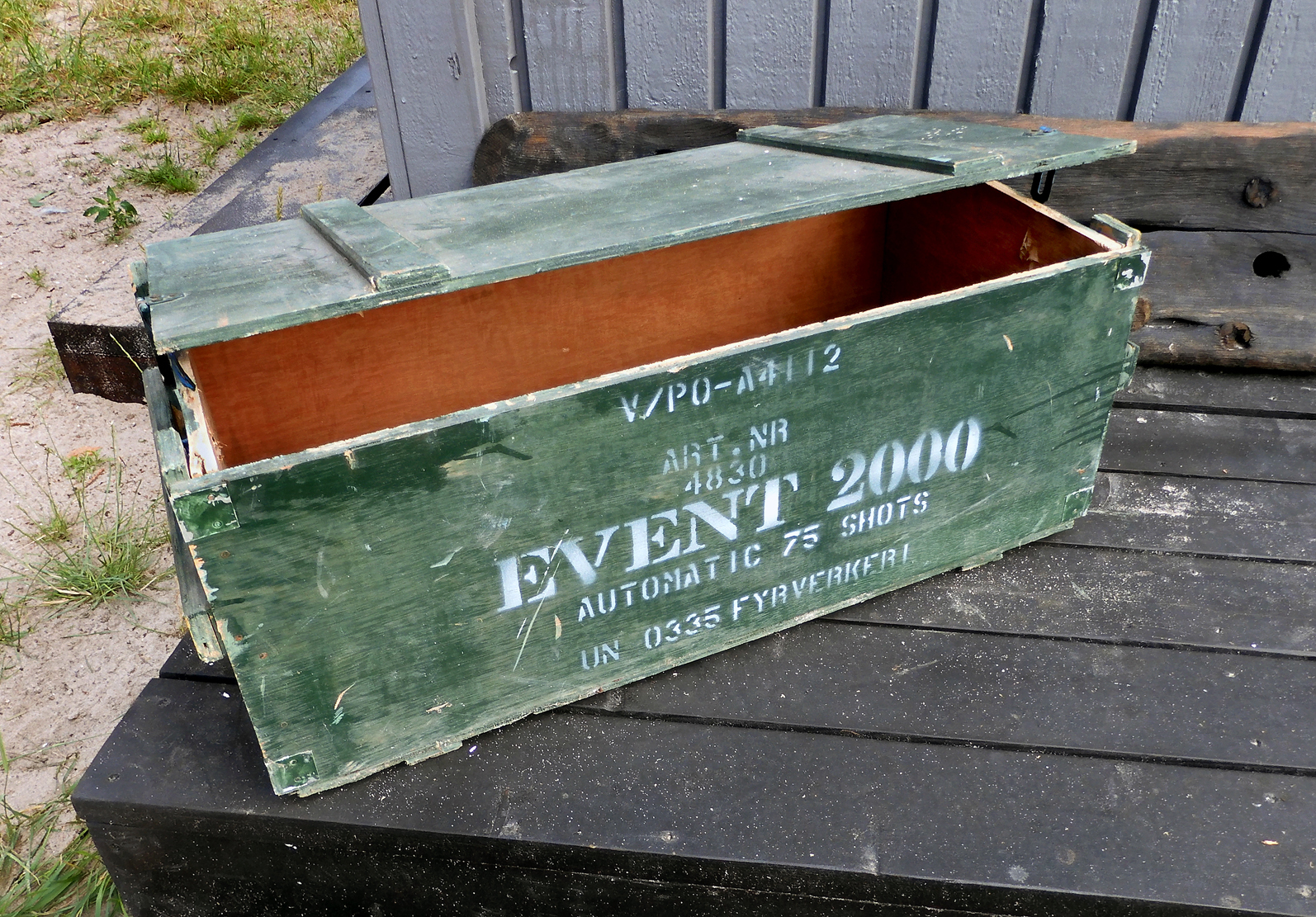
Una scatola di legno per fuochi d'artificio
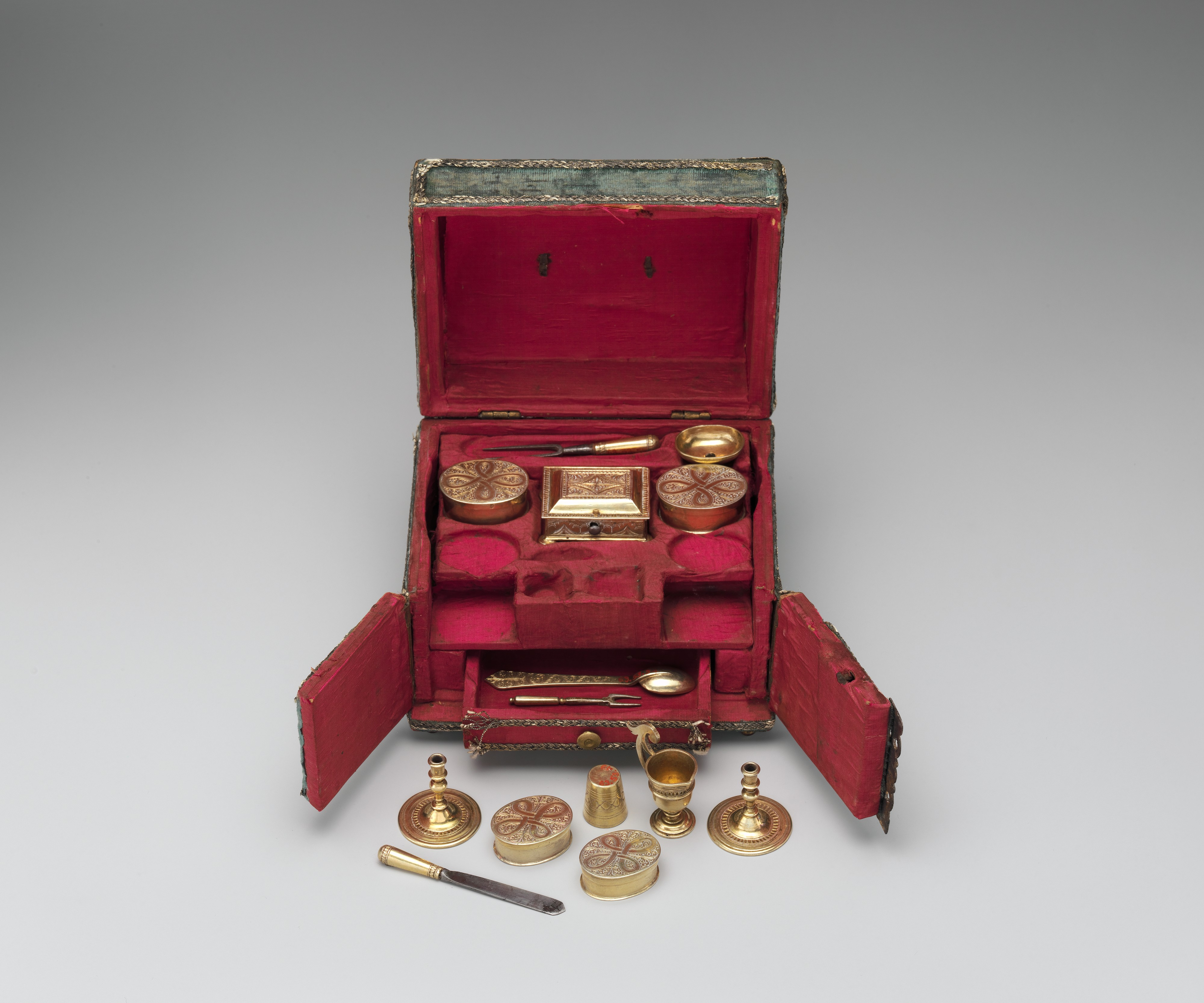
Un'elaborata scatola datata tra la fine del XVII e l'inizio del XVIII secolo (Metropolitan Museum of Art, New York City)